# もえのあずき
もえの あずき（1988年2月1日 - ）は、日本のアイドル。大食いタレント。女性アイドルグループ「エラバレシ」元メンバー、
「元祖!大食い王決定戦」5代目爆食女王（三連覇）、ミスいちご2022、日本酒文化大使、2016台湾夏の美食大使、NEXCO東日本 SA・PAグルメアンバサダー、2017ベストカレーパニスト「アイドル部門」。大阪府出身。同志社大学経済学部卒業。

## 人物
永遠の16歳。東京・秋葉原にあるアイドル育成型エンターテインメント・カフェ「AKIHABARAバックステージpass」で時給1,000円で働くカフェ・キャストから選ばれ、アイドル・キャストとして活動を開始。
セレブ出身の「セレブ・アイドル」として知られ、趣味は株式投資、食事は1日4食で、好きな食べ物はフランス料理・大トロ・焼き肉。声優でアイドルの小倉唯とは、プライベートで食事へ行くなどの親交がある。
2014年1月にテレビ東京系列で放送された『元祖!大食い王決定戦〜全国縦断!新女王発掘戦〜』では、大阪出身ではあるが青森大会の地方予選に参加して優勝し、東京で行われた決勝戦に進んだ。
2014年3月30日放送『元祖!大食い王決定戦〜爆食ニューヒロイン誕生戦〜』には、番組推薦枠を賭けた戦いに勝って本戦に出場。ハワイで行われた決勝戦まで進み、第3位になった。
阪神タイガースのファンで、甲子園球場でビールの売り子バイトをしていたことがあった。今でも「MOEAZU」と書かれた、自分の誕生日の2月1日にかけた背番号21の応援ユニフォームを着て観戦に行くことがある。
資格取得に熱心で、温泉ソムリエ・野菜ソムリエ・フードアナリスト4級・日本さかな検定・うどん検定3級など食べ物に関するものが多いが、他にも一級小型船舶操縦免許・秘書検定などの実用的な物から、伊賀忍者検定3級・カッパ捕獲許可書などネタ的なものまで幅広く取得している。これらの資格は全て一発合格している。日本さかな検定を受験した際、取材に来ていたニコニコ生放送「釣りマニア」という番組のインタビューを受け、プライベートで取材を受けたため、アイドル活動をしていることや名前等を言うことなく、一般の受験者として放送された。
ブログは2013年以降1日1回は必ず更新している。2014年4月から、Amebaオフィシャルとなり、本人曰く「9割が食べ物の話題」であり、どんな話題の内容でも必ず何か一つ飲食物の情報を書いている。
2021年2月15日 サンリオキャラクター シナモロールとコラボした「もえあず×シナモロール」グッズを発売、同年6月1日にはラフォーレ原宿「milk milk milk」にて「もえきゅんっ♡コラボカフェ」を期間限定でオープン、好評さを受け系列店である神戸の「gourmandise」にても7月1日より急遽開催される事になった。
2021年3月28日 TikTok「もえのあずき」を開始。
2022年7月5日かねてよりファンであった阪神タイガースの甲子園球場で流れる「みんなで六甲おろし 2022」7月度の映像出演が決まる。
2024月3月Youtubeサブチャンネル「もえあずの白子」を開設。
2024年8月14日の卒業ライブをもって、エラバレシを卒業、以後ソロアイドルとして活動継続。
2024年7月11日欧州でも最大の日本文化イベント「JAPAN EXPO2024パリ」に出演、アイドルLIVEに加えグルメ、大食いトーク、日本酒、ゲーム等各ジャンルのステージに登場し開催期間の4日間フルに参加した。

## アイドル活動
モーニング娘。に憧れてアイドルに興味を持つ（後藤真希が入って来た頃が最初）。他に松浦亜弥など、つんく♂プロデュースのアイドルはみんな好きだった。
同志社大学に進学したがアイドルになる夢を諦めきれず、2011年につんく♂と志倉千代丸が立ち上げようとしていた「AKIHABARAバックステージpass」のアイドルキャスト募集をネットで知り、大阪からオーディションに応募する。この時、自分は必ず合格出来ると信じ、合否が出るのを待たずに東京での住まいを契約した。
2012年3月13日にバクステ外神田一丁目1.5期生としてアイドル活動を開始する。アイドル活動と同時にAKIHABARAバックステージpass店舗でのカフェ店員としての業務もあるが、入ってから2年経過しても病欠をしたことがなく、働き始めた頃はほぼ毎日出勤していた。そのために疲労から一時期声が出なくなってしまったことがあったが、欠勤することなく筆談でカフェ業務をこなした。
2013年9月2日に、メジャー3rdシングル「Oh my destiny」選抜メンバー発表会でビックリ枠にて念願の選抜入りを果たし、更にカップリング曲「アイドルがクラスメイトなのに、気付かないキミ達は情弱乙でしょ」で初めて歌唱ソロパートを与えられる。このメジャー3rdシングルリリース時期に行われた、グループとしても初の全国ツアーにも全公演参加する。
2014年5月8日に、ワーナーミュージック・ジャパン枠としてメジャー4thシングル「青春クロニクル/ハリネズミとジェリービー」メインメンバーとして選ばれる。メインメンバー発表会では、「大食い女王としてのメディア露出と注目度」を選考理由として挙げている。
バクステ外神田一丁目メンバーのユニット制に伴い、2014年9月14日に4チームあるうちのRecreationチームに振り分けられる。その後ユニットメンバー再編成により、2016年1月11日にFood&cultureチームへと所属変更になるがユニット制度自体の見直しによって同年12月27日をもってユニット解体となる。
2016年3月3日、AKIHABARAバックステージpassとしては初のメンバー固定ユニットとなる、エラバレシのメンバーに選ばれる。
2016年9月29日、AKIHABARAバックステージpassの審議会発表に於いて以後のグループ内ランキングバトルから免除され、在籍中はCDジャケット無条件掲載となるレジェンドアイドルキャストとして認定される。
ユニット活動の方針転換により2017年12月31日をもってバクステ外神田一丁目を卒業となりアイドルグループ活動としては選抜ユニット「エラバレシ」専任となる。しかし店舗である「AKIHABARAバックステージpass」所属は引き続き継続されるが、芸能所属事務所としては2018年9月よりアミュレート所属になる。
2019年、レジェンドアイドル特典の1つとしてソロシングル「もえきゅんっ♡」をCDリリース、2月14日にAKIHABARAバックステージpass店舗にて先行販売され、3月6日にネットショップ発売された。
2020年2月5日、ソロとして2枚目のシングルとなる「バイバイチョコレイツ」をStand-Up! Recordsレーベルからリリース。上記の「もえきゅんっ♡」がインディーズレーベルであるため、このシングルがメジャーソロデビューとなった。

## 大食いフードファイター
アイドル活動初期の頃より、フードファイトや大食いに関する仕事を始めている。師匠は元フードファイターの赤阪尊子。家族全員がよく食べる家系だったため、自分が特に大食いだという自覚がなかったという。
世間から大食いとしてまず知られるようになったのは、2012年10月19日、26日に放送されたTOKYO MX『つんつべ♂』番組内の企画「つんつべ♂大食いアイドル選手権」で、この大会で2時間中にAKIHABARAバックステージpass店舗13メニューを完食し、2位以下に圧倒的な差をつけ優勝する（この番組企画がタレントとして初めて大食いの様子をTVで披露したことになる）。そして、この食べっぷりを見たつんく♂が「あいつは本家（『元祖!大食い王』）に出れるね」と発言し、後の元祖!大食い王決定戦出場へと繋がる。
2013年9月28日放送の『元祖！大食い王決定戦〜真！最強伝説〜』大阪予選にて、初めて元祖！大食い王決定戦に出場する。炎天下の屋外での男女混合戦で、揚げたての「黒にんにくカレーパン」を30分で25個を食べて4位になったものの、本戦に進出することはできなかった。
2014年1月1日放送の『元祖！大食い王決定戦〜全国縦断！新女王発掘戦〜』では青森予選を突破し、決勝戦へ進んだ。本人としては地元関西の滋賀予選に出場したかったが、所属しているバクステ外神田一丁目のライブツアーの日程と重なっていたため、スケジュールの合う青森予選での出場となった。
2014年4月からは、TV初主演で初レギュラーとなるHTB『食べる女』放送開始や、大食い企画で週刊大衆ヴィーナスでの雑誌連載開始、さらにテレビ東京『腹ペコ!なでしこグルメ旅』にて大食いなでしこメンバー入りし、大食いタレントとしての活動も本格的に始める。今まで満腹になった経験が無かったが、仕事として過酷な大食い企画を重ねるようになって、初めて「お腹いっぱいでもうこれ以上食べたくない」という感覚を味わったという。
2014年9月28日、男女混合戦に於いて準優勝という記録を残した『元祖！大食い王決定戦〜新世代最強戦〜』放送後には、ブログアクセスが47万5千に上り、翌29日のアメブロ女性アイドルランキングで3位を記録した。
2015年3月29日に放送された『元祖！大食い王決定戦〜新爆食女王襲名戦〜』にて優勝し、これによりギャル曽根から続く第5代目女王として正式に認定される。素人参加から番組で注目され大食いタレントへ転身するケースは多いが、初回から芸能人として参加して優勝までたどり着いたのは番組でも初めてのケースである。
2016年4月3日に放送された『爆食女王新時代突入戦』でも優勝を飾り、爆食女王史上3人目となる二連覇達成を成し遂げる。この大会をもって22年間続けた司会の勇退を表明した中村ゆうじから最後の優勝コールを受けた大食い王となった。
2017年5月14日放送の『爆食女王 女たちの下克上戦記』では特別招待選手として三代目爆食女王の正司優子が参戦し、新旧女王対決が実現した結果、もえのが優勝をし女王戦三連覇を達成する。このハワイでの決勝戦の場につんく♂が応援に駆けつけており、アイドルそして大食いタレントとしてのきっかけを与えてくれた恩師であるつんく♂の激励がより励みになったと後にブログで語っている。
台湾でも日本の大食い番組が人気で台湾交通部観光局が行う「2016年台湾夏至235キャンペーン」にて同キャンペーンとしては初の外国人タレント起用となる夏の台湾観光美食大使に任命される、2016年7月19日に観光局の劉喜臨副局長と共に台北市内で記者会見を開き台湾国内各種のマスメディアが報じた。
主な大食い記録としてわんこそば1060杯、卵かけご飯7kg 、ウエディングケーキ5kgなどがある。
同じ大食いタレントの高橋ちなりとは交友があった。なお高橋のほうが年下だが、もえのは高橋を「ちなりママ」と呼んでいる。
2023年福島県相馬市との企画で春から「もえあず米プロジェクト」として相馬市で自らも田植えの、収穫の手伝いをした「もえあず米」を道の駅そうまにて販売、またそのお米を使ったオリジナルメニューも販売された。
大食いと共にお酒を呑む事でも知られており、伯楽星で知られる新澤酒造店の元で修行し2018年に唎酒師の資格をとる
2019年には純米吟醸「もえこい」を関係者配布用に制作、そうした活動を認められ2022年には新澤酒造店から料理に合うコンセプトのオリジナル日本酒「もえ姫 純米大吟醸」を一般販売する事になる、翌年にも2023年版の出荷をされるがこの年の海外でのさまざまな酒類コンテストで賞を受賞する（・スペイン「酒類国際コンクールCINVE2023」日本酒部門 金賞・チリ「Catador World wine＆Spirits awards2023」金賞・ルクセンブルク「酒チャレンジ2023」銅賞、さらに香港で完全ブラインドテストで審査された「Oriental Sake Awards 2023」では純米大吟醸/淡麗部門において金賞受賞と共に部門最高得点となり部門チャンピオン酒に選ばれる）。

### 元祖!大食い王決定戦　出場記録
| 放送日         | 各大会タイトル                         | 大会内容                   | 主な番組内記録 （45分間/決勝のみ60分)                 | 最終結果       |
| -------------- | -------------------------------------- | -------------------------- | ----------------------------------------------------- | -------------- |
| 2013年9月28日  | 真！最強伝説（地方予選）               | 男女混合戦                 | 黒にんにくカレーパン25個                              | 大阪予選4位    |
| 2014年1月1日   | 全国縦断!新女王発掘戦                  | 女性限定戦                 | じゃっぱ汁24杯（約5kg） 巨大海老天そば9杯             | 決勝3位        |
| 2014年3月30日  | 爆食ニューヒロイン誕生戦               | 女性限定戦                 | オムライス10皿（4kg） とんこつラーメン12杯            | 決勝3位        |
| 2014年9月27日  | 新世代最強戦（地方予選）               | 男女混合戦                 | ジャンボ牛串かつ40本（2kg）                           | 大阪予選1位    |
| 2014年9月28日  | 新世代最強戦                           | 男女混合戦                 | 炭火焼きエビ192尾（6.4kg） 味玉チャーシューメン13杯   | 準優勝         |
| 2015年3月28日  | 新爆食女王への道（地方予選）           | 女性限定戦                 | 春巻き72本(3.6kg)                                     | 大阪予選1位    |
| 2015年3月29日  | 新爆食女王襲名戦〜フィリピン・セブ島編 | 女性限定戦 5代目女王決定戦 | バナナ139.5本(6.975kg) とんこつラーメン約21杯         | 優勝           |
| 2015年9月27日  | 新絶対王者襲名戦                       | 男女混合戦 新王者決定戦    | 空芯菜炒め30皿(4.5kg) ベトナムチキンライス16皿(4.8kg) | 準決勝4位      |
| 2016年4月3日   | 爆食女王新時代突入戦                   | 女性限定戦 女王決定戦      | ローストビーフ丼12杯(4.8kg) チーズ豚骨ラーメン18杯    | 優勝 （2連覇） |
| 2016年10月2日  | 世界をつかめ!炎の決戦                  | 男女混合戦 王者決定戦      | 卵かけご飯35杯(7kg) キングフィッシュカレー12皿(6kg)   | 準決勝4位      |
| 2017年5月14日  | 爆食女王 女たちの下克上戦記            | 女性限定戦 女王決定戦      | ウェディングケーキ(5kg) 牛骨ラーメン18杯              | 優勝 （3連覇） |
| 2017年10月15日 | 最強王座強奪戦                         | 男女混合戦 王者決定戦      | 串団子85本(約5kg)                                     | 準々決勝5位    |

## 日本酒
大食いと共にお酒好きである事も知られており、伯楽星で知られる新澤酒造店の元で修行し2018年に唎酒師の資格をとる 2019年には純米吟醸「もえこい」を関係者配布用に制作、そうした活動を認められ2022年には新澤酒造店から料理に合うコンセプトのオリジナル日本酒「もえ姫 純米大吟醸」を数量限定で一般販売する事になる、翌年にも2023年版が出るがこの年の海外でのさまざまな酒類コンテストで賞を受賞する（・スペイン「酒類国際コンクールCINVE2023」日本酒部門 金賞・チリ「Catador World wine＆Spirits awards2023」金賞・ルクセンブルク「酒チャレンジ2023」銅賞、さらに香港で完全ブラインドテストで審査された「Oriental Sake Awards 2023」では純米大吟醸/淡麗部門において金賞受賞と共に部門最高得点となり部門チャンピオン酒に選ばれる）。 
2024年では
・「パリKura Master日本酒コンクール」プラチナ賞TOP24選定(純米大吟醸部門TOP5)
・「Hong Kong Tasting Trendies Sake Awards2024」USER GROUP金賞
・「ミラノ酒チャレンジ2024」ベストデザイン賞＆テイスティング部門 銅賞
・日本「美酒コンクール」ライト＆ドライ部門 金賞
・「モナコ酒アワード」純米大吟醸部門 金賞
・「ハワイ全米日本酒歓評会」大吟醸酒部門B 金賞
・「シンガポール酒チャレンジ」金賞
・「ルクセンブルク酒チャレンジ」銀賞
～「もえ姫 純米大吟醸」概要 ～
- 容量： 720ml
- 蔵元：株式会社新澤醸造店
- アルコール度数：14%
- 使用米：ササニシキ(宮城県産）
- 精米歩合：50%
- ラベルイラスト：tama5

2020年8月には日本酒文化大使・TSF2020公式オンラインアンバサダーに選ばれる

## YouTube活動
2019年3月25日にYouTubeチャンネルもえのあずきを開設、主に大食い動画を投稿している。チャンネル開設7ヶ月後の10月には登録者数20万人、2020年8月には1年5ヶ月弱で50万人、総動画再生回数も2021年1月27日に1億回再生を突破している。
撮影、編集、撮影場所となるお店との交渉は基本的に自らで行っている。現在はトークやテロップがほぼ無く、カットも最小限にした、一人で黙々と笑顔で食事する動画スタイルをメインにしている。
YouTubeやテレビでの大食いロケや大食い動画を撮る場合は観ている人をあまり不快に感じさせない配慮で、髪が顔に触れないように出来る限り髪の毛を縛って撮影に挑んでいる。
動画視聴者の8割以上が女性で、中にはつわりで食欲がない妊婦も多く観ているという。
反響としては2019年9月24日付けgooランキング「一番好きな大食い系YouTuberランキング」では開始半年にもかかわらず一位を記録し翌年2020年3月23日ランキングーにて公開の「最強大食いYouTuber人気ランキングTOP20」でも一位を記録している。また、2019年11月21日にTBS系列にて放送された『櫻井・有吉THE夜会』では、ゲストの長澤まさみが日課で毎晩動画を観ている好きなYouTuberとして番組に登場している。
同様に指原莉乃やインディアンス田渕章裕も番組でもえのと共演した際に普段からこのチャンネルが大好きだと公言し食べっぷり飲みっぷりを称賛している。

## 出演

### バラエティ
現在の出演番組
- デカ盛りハンター（2020年1月31日 - 、テレビ東京）※前身特番「完食者ゼロの店! デカ盛り道場破り」含む
- ソレダメ!〜あなたの常識は非常識!?〜（2019年12月11日 - 、テレビ東京）
- まんぷくダービー（2020年2月8日 - 、TBS）
- ニンゲン観察バラエティ モニタリング（2015年8月20日 - 、TBSテレビ）※大食いドッキリシリーズ仕掛け人
- 片っ端から喫茶店（2021年10月4日 - 、テレビ大阪）

過去の出演番組
- 食べる女（2014年4月3日 - 7月3日、北海道テレビ放送）※初主演、初レギュラー
- 腹ペコ!なでしこグルメ旅（2014年4月18日 - 9月26日、テレビ東京）※準レギュラー
  - ブラマリのいただきっ!（2014年10月17日 - 2015年6月12日、テレビ東京）※準レギュラー
- デュエル・マスターズDASH TV S（サーガ）（2014年10月4日 - 2015年3月21日、キッズステーション） - 九頭野左子（くずのひだりこ）役、高宮メイと共に
- ナニコレ珍百景（2014年10月29日 - 2015年12月16日、テレビ朝日）※山（デカ）盛り珍百景調査員として黒沢かずこ（森三中）と不定期出演
- かわいい赤ちゃん大集合!どうぶつBANG!!（2015年4月17日 - 2016年7月1日、テレビ東京）※番組改編時期の3ヶ月に1,2回放送
- 愚痴聞いてTonight2鹿児島編（2016年11月3日 - 25日、南日本放送）※鹿児島編での主演
- 超かわいい映像連発!どうぶつピース!!（2016年9月30日 - 2017年4月30日、テレビ東京）
- ウソのような本当の瞬間!30秒後に絶対見られるTV(レギュラー放送版)「ご当地メガ盛り全国行脚」コーナーレギュラー（2015年10月27日 - 2017年7月4日、テレビ東京）
- 究極の○×クイズSHOW!!超問!真実か?ウソか?（2016年8月12日 - 、日本テレビ）※大食いチャレンジ時の出題VTRゲストとして不定期出演
- 元祖!大食い王決定戦（テレビ東京）
  - 選手出演（2013年9月28日、2014年1月1日・3月30日・9月28日、2015年3月28日・29日・9月27日、2016年4月3日・10月2日、2017年5月13日・14日・10月14日・15日）
  - 解説ゲスト出演（2015年6月27日・9月26日・2016年1月9日・4月2日・7月2日・10月1日、2017年1月7日）
  - 大食い世界一決定戦（テレビ東京）
    - ゲスト出演（2014年6月22日、2016年11月27日）
    - 日本代表選手（2015年1月1日、2016年1月1日、2017年1月1日）
- 14歳からのスタートアップ Young CEOの魔法の杖！（2018年1月21日 - 、BSジャパン）
- 2020NAGANO冬の祭典（2020年2月1日、テレビ信州）※第2部MC及びロケ、歌唱

- 植物に学ぶ生存戦略10 話す人・山田孝之 (2025年1月18日、NHK-Eテレ)

### ラジオ
- 渋谷アイドル大学 経済学部（2018年5月4日 - 2018年10月26日 、渋谷クロスFM）

### インターネットテレビ
- 「抜け駆け！女塾」vol.11 - 14（2014年1月 - 4月、北参道放送局）
- いばらきペロリ（2016年1月28日 - 30日・3月9日 - 11日・11月24日 - 12月1日、いばキラTV）
- 美女ランチ（2016年12月19日、12月20日、AbemaTV）

### ドラマ
- 警視庁・捜査一課長 season2 第8話（2017年6月8日、テレビ朝日） - 厚木萌乃 役[34]
- ゲキカラドウ2スピンオフ 山崎編（2023年4月21日-、Lemino）※本人役
- 婚活1000本ノック 第6話（2024年2月21日、フジテレビ）- 爆食女 役

### 映画
- 銀魂（2017年）※本人役

### オリジナルビデオ
- 修羅の男と家なし少女（2016年） - 四釜理恵 役
- 修羅の男と家なし少女2（2017年）同上
- 機界戦隊ゼンカイジャーVSキラメイジャーVSセンパイジャー（2022年） - 食いしん坊 役[35]

### 声の出演
- ショートアニメ「お米戦隊マイマイマイ」（2022年8月18日 - avenir LLC）佐々木マイ（お米戦隊レッド）役

### テレビアニメ
- 日々は過ぎれど飯うまし（2025年4月12日 - P.A.WORKS）モコ太郎 役[36]

### 舞台
- UDA☆MAP Vol.11「袴DE☆アンビシャス！2022」（2022年7月14日）嘉納小豆姫役 ※この日のみのゲスト出演

### 雑誌連載
- 週刊大衆ヴィーナス「もえのあずきチャンと行く！ガチ盛りグルメ」（2014年4月18日 - 、双葉社）
- 週刊東京ウォーカー+「TOKYO食遺産」（2016年4月6日 - 、KADOKAWA）※電子雑誌

### コラム連載
- るるぶ＆more.「大食いアイドルもえのあずきの絶品もえグルメ」（2018年4月 - 、JTBパブリッシング）
- るるぶNEWS「大食いアイドルの目指せ東京全駅制覇！」（2014年12月 - 2015年6月、JTBパブリッシング）

### 写真集
- How sweet!（2015年4月25日、彩文館出版、撮影：中山雅文）ISBN 978-4775605639

### DVD
- me・shi・a・ga・re（2015年、エスデジタル）

### CM・PR・イメージキャラクター
- プリンセスいちごパーラー イメージキャラクター（2023年3月16日 - 4月9日 、株式会社オニオン新聞社)[37]
- もえあずプロデュース 純米大吟醸「もえ姫」蔵出し（2022年7月26日 - 、株式会社新澤醸造店)[38]
- 岩下の新生姜ミュージアム『NEW GINGER SUMMER 2022』コラボメニュー＆特設コーナー（2022年7月13日 - 9月15日、岩下の新生姜ミュージアム)[39]
- 阪神タイガース「みんなで六甲おろし 2022」7月度映像出演（2022年7月5日 - 、甲子園球場)[40]
- ミスいちご2022（2022年1月15日 - 、ミスいちご実行委員会：株式会社リトルワールド)[41]
- 東京都 飲食店等感染防止徹底点検済証 紹介動画（2021年10月8日 - 、東京都）[42]
- 焼肉食べ放題「肉匠坂井」プロモーション、CMキャラクター（2020年7月18日 - 、ジー・テイスト）[43]
- 日本酒文化大使・TSF2020公式オンラインアンバサダー（2020年8月11日 - 、TOKYO SAKE FESTIVAL 2020 実行委員会）[44]
- 岩下の新生姜スペシャルナイター[千葉ロッテマリーンズVS東北楽天ゴールデンイーグルス戦] ファーストピッチ(始球式)（2020年10月14日、ZOZOマリンスタジアム）
- 日本ツインテール化計画（2013年3月28日 - 、日本ツインテール協会）
- 「台湾夏至235」の美食大使（2016年7月19日 - 、台湾交通部観光局）[25]
- NEXCO東日本 SA・PAグルメアンバサダー（2017年5月16日 - 、東日本高速道路）[4]
- 令和元年「秋の全国交通安全運動」大阪府広報啓発モデル（2019年9月21日 -9月30日 、大阪府交通対策協議会）

### インタビュー
2015年
- ご自身がプロデューサー! もえのあずきさんインタビュー（4月24日、GirlsNews Powered by Pigooオンデマンド）[45]

2016年
- 「わんこそば700杯」で世界記録！大食いアイドルもえのあずき「快食」インタビュー（7月15日、AdverTimes. アドタイ）[46]

2019年
- 美女ざんまい「実話劇場」 もえのあずきインタビュー（11月19日、リアルライブ〈配信提供：週刊実話〉）[47]

2020年
- 天才テリー伊藤対談「もえのあずき」（1）中学・高校の頃にランドセル通学を（2月14日、アサ芸プラス）[48]
- 天才テリー伊藤対談「もえのあずき」（2）バナナ140本を45分でペロリと!?（2月14日、アサ芸プラス）[49]
- 天才テリー伊藤対談「もえのあずき」（3）大食い収録後は気分転換に他のものを…（2月14日、アサ芸プラス）[50]
- 天才テリー伊藤対談「もえのあずき」（4）大食いをしながら歌ってみたらどう（2月14日、アサ芸プラス）[51]

2022年
- 「炎天下のマニラでとんこつラーメン20杯」「雪の降る屋外でひたすら駅弁を…」大食いアイドル・もえあずが明かす、過酷すぎた大会の舞台裏－もえのあずきインタビュー#1－（6月26日、文春オンライン）[52]
- 「胃から足が生えている」「2トンのキリンと同じ胃袋のサイズで…」大食い女王もえあずが語る、どれだけ食べても満腹を感じない“体の秘密”－もえのあずきインタビュー#2－（6月26日、文春オンライン）[53]

## ディスコグラフィ

### キャラクターソング
| 発売日        | 商品名                                             | 歌                       | 楽曲                         | 備考                                         |
| ------------- | -------------------------------------------------- | ------------------------ | ---------------------------- | -------------------------------------------- |
| 2025年6月25日 | 日々は過ぎれど飯うまし 1 完全生産限定盤Blu-ray&DVD | モコ太郎（もえのあずき） | 「世界の果てまでモコ太郎！」 | テレビアニメ『日々は過ぎれど飯うまし』関連曲 |